# Eleonora Magdalena av Mantua

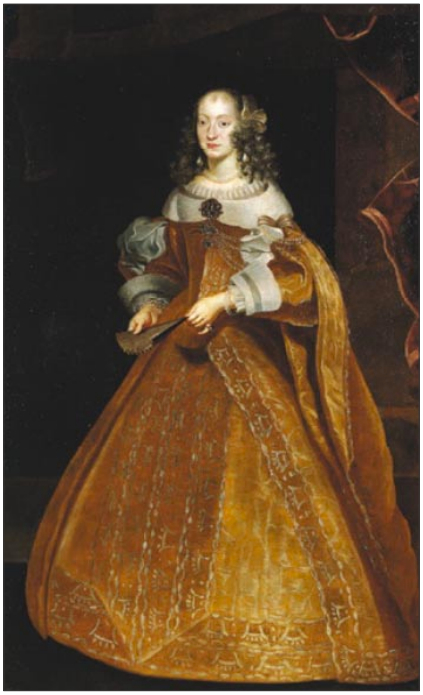
Frans Luyckx - Eleonora II de Gonzaga, Princess of Mantua

Eleonora Magdalena av Mantua, född 18 november 1630, död 6 december 1686, var en tysk-romersk kejsarinna, gift med Ferdinand III (tysk-romersk kejsare). Hon spelade en viss roll som beskyddare av italiensk konst och kultur i Wien, både som kejsarinna och som änka; hon spelade ingen politisk roll som gift, men var som änka rådgivare åt sin styvson kejsaren och intresserade sig för en del politiska frågor.

## Biografi
Eleonora Magdalena var dotter till hertig Karl II av Gonzaga-Nevers, hertig av Mantua, och Maria av Mantua. Hon växte upp i klostret St Ursula i Mantua, och kunde tala flytande i franska, spanska och italienska, var väl insatt i litteratur, musik och konst, och behärskade dans och hantverk. Hon ska ha haft genuin poetisk begåvning och skrev tidigt filosofisk och religiös poesi.

### Kejsarinna
Eleonora Magdalenas äktenskap med kejsar Ferdinand III arrangerades av hennes gudmor och släkting, kejsarens styvmor änkekejsarinnan Eleonora av Mantua, som blev hennes ombud i Wien. Genom äktenskapet lovade hertigdömet Mantua att vara lojalt mot det heliga romerska rikets intressen, bruden tilldelas rätten till det eventuella arvet av hertigdömet Monferrato och fick en hemgift fyrahundratusen thaler.
Den 2 mars 1651 ägde en fullmaktsceremoni rum i basilikan St. Barbara i Mantua, varefter Eleonora Magdalena avreste till Österrike. Hon möttes av änkekejsarinnan Eleonora i Villach, och den 30 april 1651 ägde den andra vigseln rum i Wiener Neustadt.
Den 4 augusti 1653 kröntes hon till kejsarinna av det heliga romerska riket vid Peterskyrkan i Regensburg, 1655 kröntes hon till drottning av Ungern, och den 11 september 1656 till drottning av Böhmen.
Äktenskapet beskrivs som lyckligt. Eleonora Magdalena beskrivs som gladlynt och charmerande och lyckades göra sig omtyckt av både Ferdinand och sina styvbarn. Hon lärde sig tyska och kejsaren lärde sig italienska. Paret deltog sida vid sida i kyrkliga och sekulära ceremonier, beskyddade konst och musik, besökte teatern och gick på jakt. Eleonora Magdalena beskrivs som religiös och kultiverad och bidrog till utvecklingen av både dessa områden i Wien. Hon följde alla religiösa föreskrifter men var också intresserad av jakt, nöjen och sällskapsliv, beskyddade konst, kultur och vetenskap och diskriminerade inte protestantiska författare. Hon gynnade allt italienskt, och vid det kejserliga hovet talade man italienska, bar italienska kläder och litteratur, musik, teater, arkitektur och målning influerades av italiensk kultur, samtidigt som Eleonora Magdalena gynnade italienare. Hon var inte politiskt verksam men åtföljde Ferdinand på alla hans uppdrag och resor och fick ofta ansvaret för att arrangera offentliga festligheter i anslutning till dessa, så som en karneval före början av fastan, som kulminerade med premiären av Antonio Bertalis opera.

### Änkekejsarinna
I april 1657 avled Ferdinand III och efterträddes av sin son, hennes styvson, Leopold I. Hon fick vårdnaden om sina barn (vilket inte alls var något självklart), slotten i Graz och Linz och en årlig pension på tvåhundratusen floriner (senare ökat till tvåhundratrettiotusen). Hon levde inte ett tillbakadraget liv som änka, vilket annars förväntades av en kejserlig änka, utan fortsatte att föra ett livligt sällskapsliv, och hennes salong var en mötesplats för politiker och diplomater, bland dem den första ministern Lobkowitz, ambassadörerna Bretel de Gremonville och Magalotti och Generalissimo Montecuccoli. Hon övervägde att gifta om sig med den polske kungen Jan Kazimierz, men detta projekt genomfördes inte. Hon hade ett mycket gott förhållande med sin styvson kejsar Leopold I, som rådfrågade sin styvmor i många politiska och personliga frågor. Hon hade en god relation med den nya kejsarinnan, Margarita Teresa; inte med hennes efterträdare Claudia Felicitas av Österrike, men blev vän med Leopolds sista hustru.
Änkekejsarinnan var involverad i politik endast när det gällde hennes familjs intressen. Hon arrangerade äktenskapet mellan sin brorson med arvtagerskan till Guastalla-familjen för att slutligen lösa tvisten mellan Nevers- och Guastalla-grenarna i Gonzaga-huset. Hon försökte göra sin svärson, sin äldsta dotterns andra make, till kung av Polen. År 1669 avgjorde änkekejsarinnan konflikten mellan det kejserliga hovet i Wien och Heliga stolen, som uppstod på grund av att påven inte utsåg en enda kardinal bland de kandidater som kejsaren föreslagit. Leopold I frågade själv i krissituationer efter sin styvmors medling.
Eleonora Magdalena skrev dikter på italienska, grundade en litterär akademi, diskriminerade inte protestantiska författare och arrangerade baletter och festivaler. Hon grundade ordnarna Sklavinnen der Tugend (1662) och Sternkreuzorden (1668). Hon grundade också flera kloster. År 1680 bjöd hon in till Linz den berömda missionären och predikanten Capuchin Mark från Aviano. Hon gav sitt beskydd till poeten och målaren oratorian Johann Georg Seidenbusch. Hon gav särskilt beskydd till de barfota karmeliterna, för vilka hon byggde ett kloster i Wiener Neustadt. För att höja utbildningsnivån bland flickor, bjöd hon in ursulinerorden till Wien, för vilket hon byggde ett helt komplex, som omfattade ett kloster, en kyrka och en skola för flickor. Under belägringen av Wien 1683 tvingades hon fly till Linz och Innsbruck, och mycket av hennes egendom förstördes.
Eleonora Magdalena av Mantua dog i Wien den 6 december 1686 och begravdes i den kejserliga kryptan vid Kapucinerkyrkan.

## Barn
1. Theresia Maria (1652–1653)
2. Eleonora (1653–1697; gift med 1) Mikael I av Polen; 2) Karl IV av Lothringen)
3. Josepha (1654–1689; gift med Johan Wilhelm av Pfalz)
4. Ferdinand Josef (1657–1658)